# グランパルク
グランパルクは、愛知県長久手市にある、ユニー株式会社が運営するショッピングセンター。核店舗はアピタ長久手店である。

## 概要
ユニーにおける中京エリアの旗艦店舗の一つであり、名古屋事業部のサテライトオフィスを設置している。
中部日本放送（CBCテレビ・CBCラジオ）が運営する住宅展示場「CBCハウジング長久手住まいの公園」の跡地に建設された。グランパルク建設に伴い、同施設は当地からグリーンロード（県道6号）を東へ3km程進んだ長久手市岩作長鶴に移転している。
杁ヶ池公園駅のすぐ北側にあり地上6階地下1階建て。杁ヶ池公園駅とは通路で結ばれており、地下1階から2階までが店舗で3階から6階と屋上までが駐車場となっている。駐車台数は2,100台で、2016年（平成28年）12月にイオンモール長久手がオープンするまで長久手市内最大級のショッピングセンターだった。旧ハートビル法の認定を受けたハートビル店舗である。
グランパルクという名称であるが、特に一般向けにアナウンスをしていないため、核店舗である「アピタ長久手店」と呼ばれることが多い。また、専門店街単独のCMも個別に放送しているが、それも「アピタ長久手店専門店街」と紹介している。
かつて、フロアの一区画を「生活創庫」としており、先に閉鎖した生活創庫名古屋駅店と同様の陳列方式・商品構成を採っていた時期があった。

## 主な専門店

### B1F
- コムサイズム
- 新宿さぼてん
- ミスタードーナツ
- ダイリキ
- セリア
- 三菱UFJ銀行 アピタ長久手店第二ATM[注釈 3]

### 1F
- マクドナルド
- スターバックス
- パステル
- さが美
- ジュアン
- ギャルフィット
- メガネの三城

### 2F
- くまざわ書店
- JTBユートラベル
- 新星堂
- ゆうちょ銀行 ATM
- 三菱UFJ銀行 アピタ長久手店ATM[注釈 3]
- 瀬戸信用金庫 ATM
- 名古屋銀行・愛知銀行 共同ATM
- 中京銀行 ATM
- 長久手市サービスセンター（Nピア）

## 交通アクセス
愛知高速交通東部丘陵線（リニモ）
- 杁ヶ池公園駅

N-バス
- 中央循環線：杁ケ池公園駅北口、杁ケ池公園駅南口、戸田谷
- 西部循環線：杁ケ池公園駅北口、杁ケ池公園駅南口

## 周辺
- アオキスーパー 長久手店
- 戸田谷公園
- トヨタ博物館
- イオンモール長久手
- 名都美術館
- 杁ヶ池公園
- 長久手郵便局
- 景行天皇社
- 愛知警察署 長久手交番
- 長久手市立西小学校

## 近隣のPPIH系列の店舗
- ピアゴパワー長久手南店（愛知県長久手市市が洞）
- MEGAドン・キホーテUNY 香久山店（愛知県日進市香久山）